# Diego Righetti

Diego Fabián Righetti (Porteña, provincia de Córdoba, 29 de septiembre de 1981) es un baloncestista que juega en la posición de base. Sus inicios en el básquet, fueron en el club de su pueblo, Porteña Asociación Cultural y Deportiva. A los 18 años, se fue en busca de un futuro a Unión de Sunchales, equipo de la Liga B argentina. Luego de unas temporadas, paso a Quimsa de Santiago del Estero, para jugar en el TNA. Volvió a Unión de Sunchales y logró el ascenso a la segunda división del básquetbol argentino (TNA). 
En el año 2008, viaja a Italia para unirse al Centro Pallacanestro Bettinzoli Monticellie, para jugar en la liga "promozione" italiana, donde comparte equipo con el experimentado jugador de la Selección Argentina, Hugo Sconochini. Con este equipo obtuvo el ascenso a la liga D y luego a la liga C1 Regionale, con récord de más de 60 partidos sin conocer la derrota. 
En la segunda mitad del año 2011 ficha por el Basket Sarezzo, equipo que milita en la Liga C del basquetbol italiano. Tuvo un paso por Virtus Lumezzano, en la serie D del basquetbol italiano.
Luego de retirarse un tiempo de la práctica profesional, regresó a su país Argentina, y actualmente reside en Santiago del Estero, militando en el Independiente Bbc de la liga regional NOA. 

## Clubes
| Club                                       | País      | Año             |
| ------------------------------------------ | --------- | --------------- |
| Porteña Asociación Cultural y Deportiva    | Argentina | 1986 - 1999     |
| Club Unión de Sunchales                    | Argentina | 1999 - 2003     |
| Asociación Atlética Quimsa                 | Argentina | 2003 - 2004     |
| Unión de Sunchales                         | Argentina | 2004 - 2005     |
| Pallacanestro Palmi                        | Italia    | 2005 - 2006     |
| Pallacanestro Costa Volpino                | Italia    | 2006 - 2007     |
| Tigullio Sport Team                        | Italia    | 2007 - 2008     |
| Centro Pallacanestro Bettinzoli Monticelli | Italia    | 2008 - 2011     |
| Basket Ospitaletto                         | Italia    | 2011 - 2012     |
| Virtus Lumezzane                           | Italia    | 2012 - 2014     |
| Independiente BBC                          | Argentina | 2016 - 2023     |
| New Basket Pisogne                         | Italia    | 2023 - Presente |

- Datos: Q5806528